# Prêmio Alemão de Design

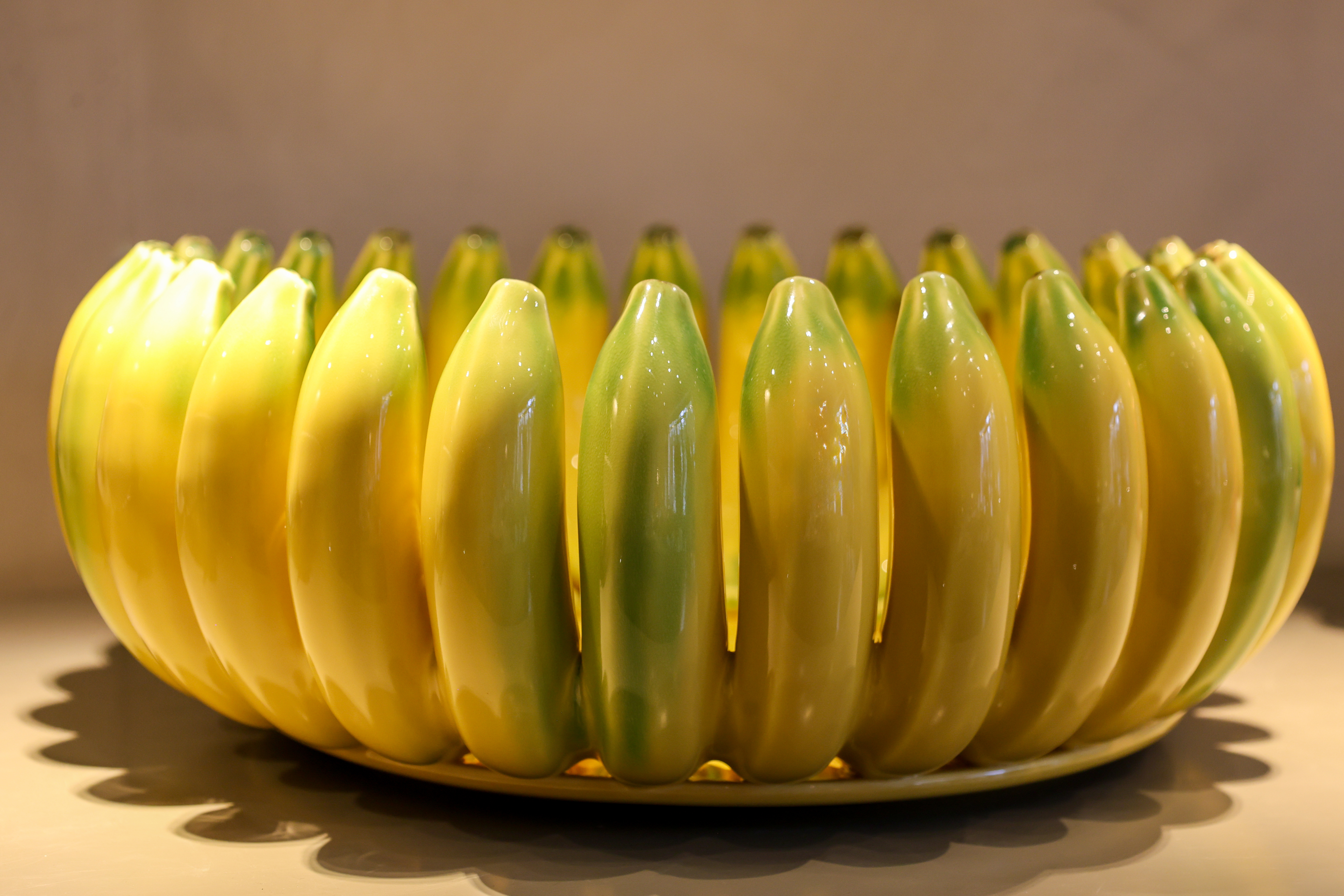
"Banana da Madeira" autor Nini Andrade Silva, vencedor em 2020

O Prêmio Alemão de Design (Deutscher Designpreis em alemão) é o reconhecimento oficial da excelência em design concedido pela República Federal da Alemanha. É uma das honrarias outorgadas pelo Rat für Formgebung ("Conselho Alemão de Design") e pelo Ministério Federal de Economia e Tecnologia relativas ao bom design. O Prêmio Alemão de Design possui algumas características específicas: empresas não podem se inscrever dire(c)tamente, mas têm de ser indicadas pelo Ministério Federal de Economia e Tecnologia. Outra característica única é que não há premiação em dinheiro, e os participantes indicados têm de pagar uma taxa para concorrer.